# 捷克語維基百科

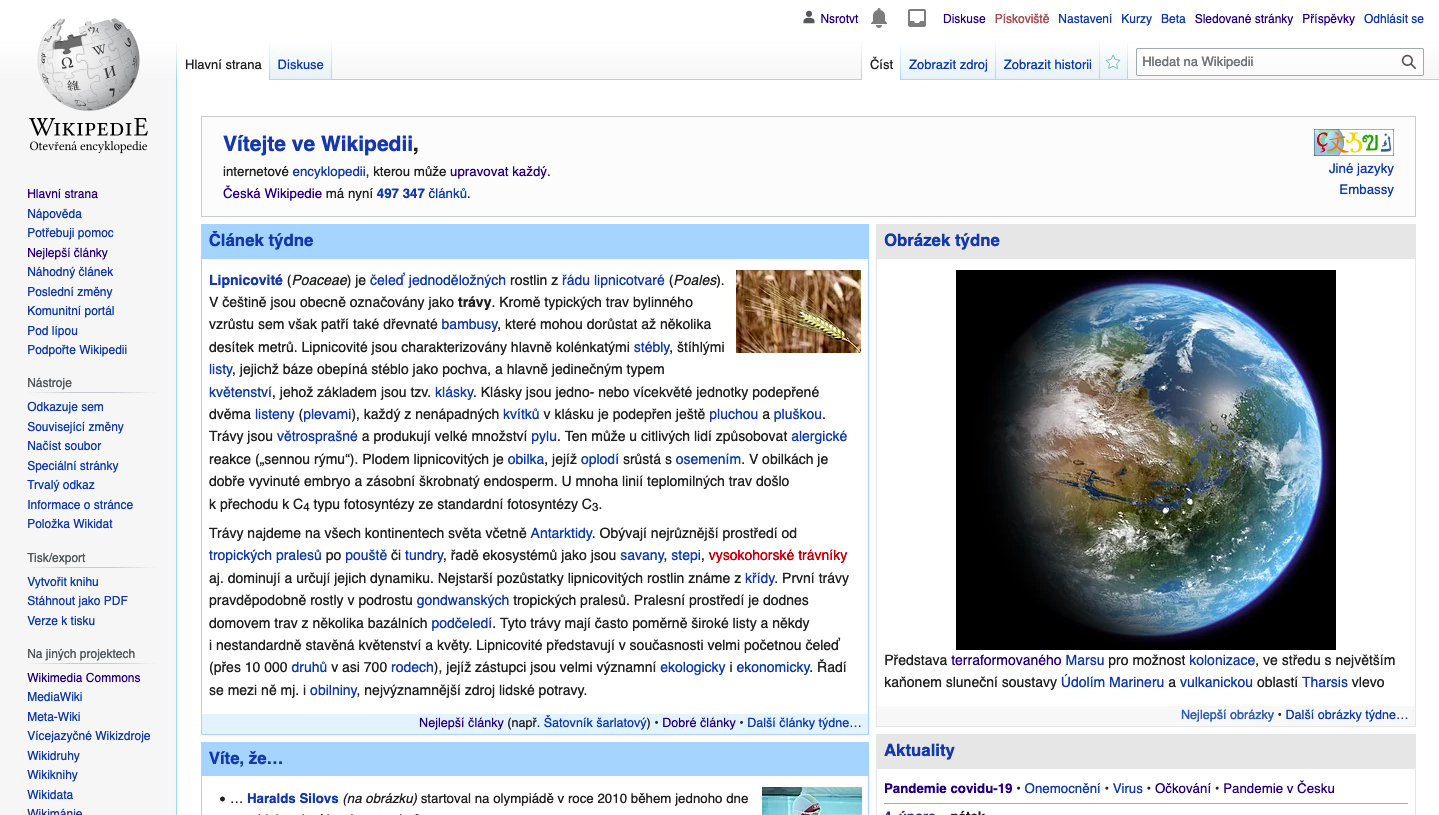
首页

捷克語維基百科為維基百科協作計劃之捷克語版本，由非營利組織──維基媒體基金會維持負責。目前為各語言維基百科計劃中規模排名第18（依條目量計算）的維基百科。計劃開始於2001年，至2011年11月13日為止，已有超過211 781個條目，編輯次數7 759 251次，用戶達至165 294人。

## 外部連結
- 捷克语維基百科首頁